# Trematomus loennbergii
Trematomus loennbergii és una espècie de peix pertanyent a la família dels nototènids.

## Descripció
- Pot arribar a fer 30 cm de llargària màxima (normalment, en fa 20).
- Cos marró amb les aletes més fosques (tret de la primera aleta dorsal)
- 5-7 espines i 31-35 radis tous a l'aleta dorsal i 31-35 radis tous a l'anal.
- L'interior de la boca i de les cavitats branquials és negrós.
- Presenta 4 o 5 franges irregulars i fosques.[6][7][8]

## Alimentació
Menja amfípodes (sobretot, Orchomene plebs), poliquets i, en menor mesura, peixos. És possible que la seua dieta també inclogui isòpodes i d'altres crustacis.

## Depredadors
A l'Antàrtida és depredat per Dissostichus mawsoni.

## Hàbitat
És un peix d'aigua marina i batidemersal, el qual viu entre 0-1.191 m de fondària (normalment, entre 65 i 832) i entre les latituds 61°S-78°S.

## Distribució geogràfica
Es troba a l'oceà Antàrtic: les costes de la península Antàrtica, la Terra de la Reina Mary (pertanyent al Territori Antàrtic Australià), la Terra Adèlia, la mar de Davis, el mar de Ross i el mar de Weddell.

## Observacions
És inofensiu per als humans.